# 2016-os svéd rali
A 2016-os svéd rali (hivatalosan: 64th Rally Sweden) volt a 2016-os rali-világbajnokság második versenye. Február 11. és 14. között rendezték meg. A rali eleinte 21 szakaszból állt, de a hó hiánya miatt csak 12-t rendeztek meg. Az össztáv így csak 226,48 km volt.

## Történések

### A rali előtt
A verseny előtt kétessé vált, hogy megrendezésre tud-e kerülni, hiszen a meleg időjárás miatt az eredetileg havas felületre tervezett rali szakaszainak nagy részén nem maradt elég hó. A kezdés előtt bejelentették, hogy a svéd-rali nem marad el, de a 21 szakasz helyett csupán 12-t rendeznek majd meg.

### A rali
Az első nap első három szakaszát mind Sébastien Ogier nyerte meg, így nagy előnnyel várhatta a folytatást. Csapattársa, Jari-Matti Latvala ismét peches volt, már az első szakaszon féltengely-törés hátráltatta, majd az utolsó gyorsaságin hibázott is. A többi esélyes közül Thierry Neuville-nek a hátsó differenciálműve, Kris Meeke-nek pedig a kormányösszekötője tört el. Neuville csapattársa, Hayden Paddon jól bírta a körülményeket, majd az utolsó két szakaszt megnyerve a második helyen állt.

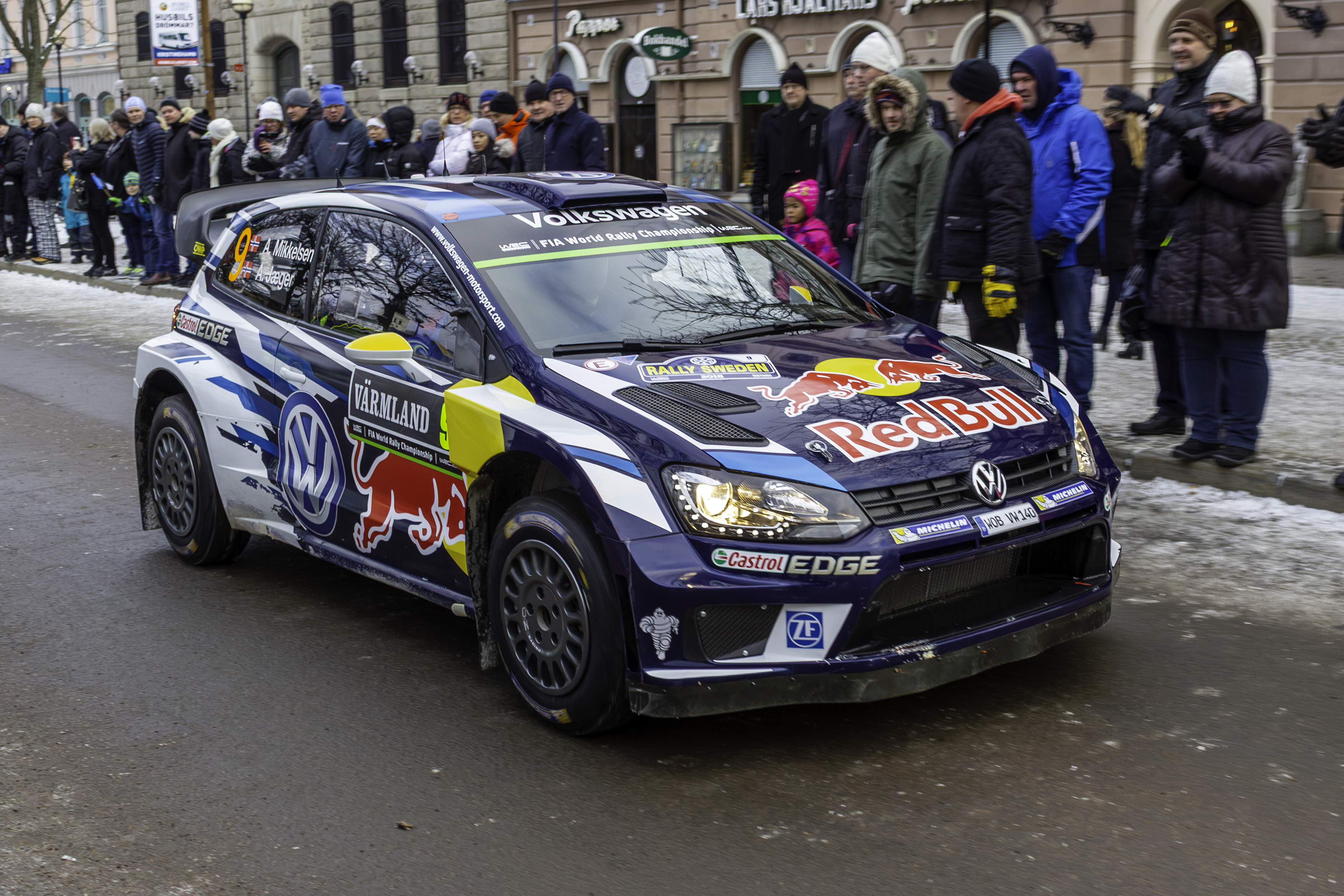
Mikkelsen a Volkswagen Polo R WRC-vel

Ogier a második napon már több kockázatot kellett vállalnia, hiszen Paddon tovább remekelt és csökkenteni tudta hátrányát Ogier-hez képest. Latvala ismét szerencsétlen volt, már az első szakaszon defektet kapott, ezért már több mint negyed óra volt a hátránya az élmezőnyhöz képest. Azonban a napon három szakaszt is meg tudott nyerni. A Fordok is jól szerepeltek, Østberg a 3., Tänak az 5. helyen álltak a nap végén. Eric Camilli viszont összetörte autóját. A Hyundai másik két autójában Dani Sordo a 6. helyen állt, Neuville pedig a tetemes hátrányát próbálta ledolgozni.

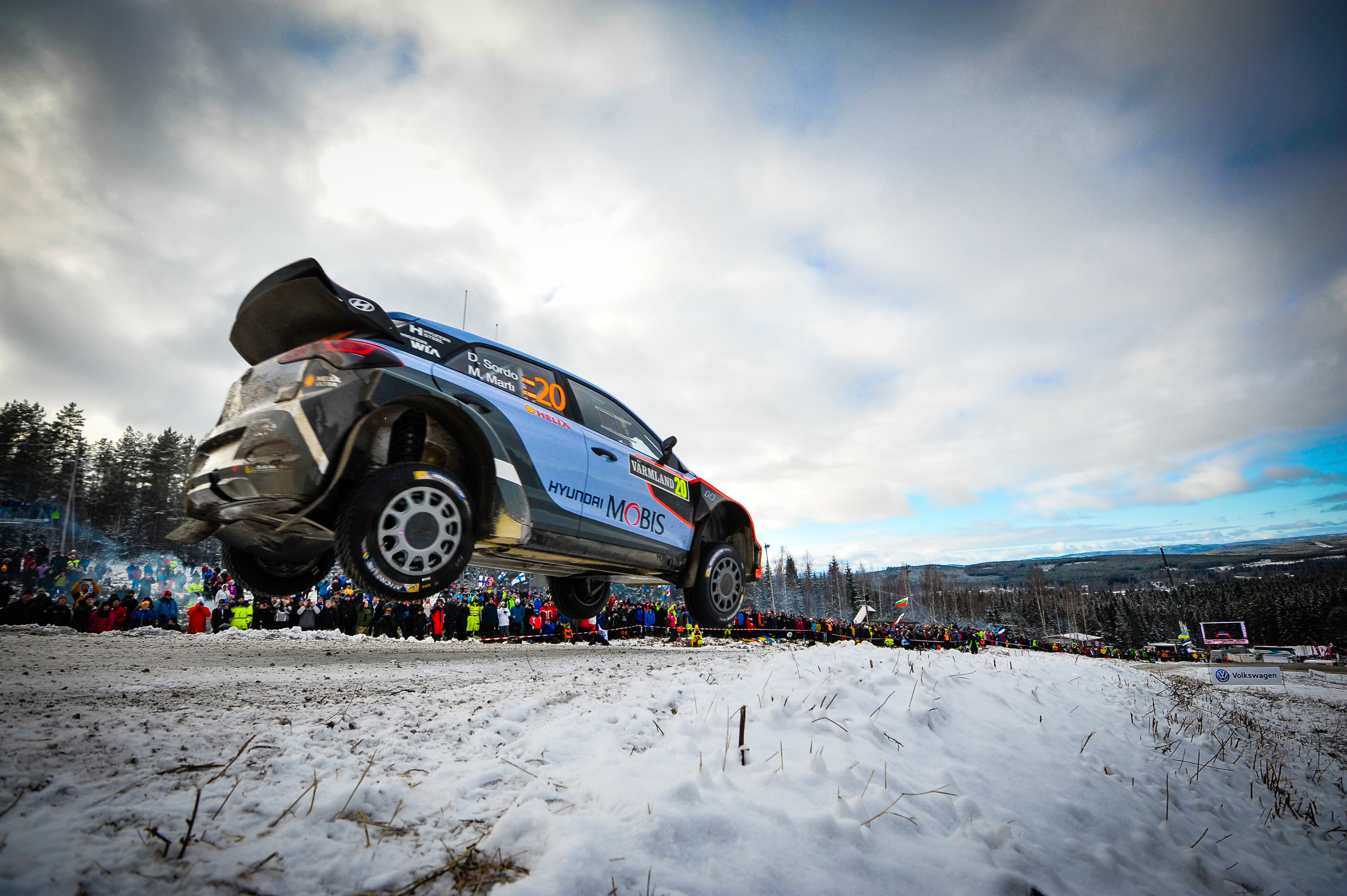
Dani Sordo a rali közben

A nap egyik szenzációját a norvég Eyvind Brynildsen okozta egy R5-ös Ford Fiestával, hiszen a Vargåsen nevű szakasz híres Colin's Crest ugratóján új rekordot jelentő 45 métert repült – ezzel egy méterrel előzte meg egyébként Thierry Neuville-t.
A vasárnapra eredetileg meghirdetett 4 szakaszból csak 2 rendeztek volna meg, ám még egy szakaszt törölnijük kellett a szervezőknek. Így egyetlen egy szakasz maradt, a szuperspeciál, melyet Ogier nyert meg, megelőzve Mikkelsent és Meeke-t, aki megszerezte első pontját az évben. Az eredmény érdemben nem változott, Ogier bezsebelte idei második győzelmét is, Paddon második, Østberg harmadik lett. Mikkelsen a 4., Tänak az 5., Sordo pedig a 6. helyen végzett.

## Szakaszok
| Nap                 | Szakasz | Szakasz neve   | Hossz    | Győztes                           | Csapat                     | Idő             | Átlagsebesség   | Versenyben vezető                |
| ------------------- | ------- | -------------- | -------- | --------------------------------- | -------------------------- | --------------- | --------------- | -------------------------------- |
| 1. (február 11–12.) | 1       | Karlstad 1     | 1,90 km  | Szakasz törölve                   | Szakasz törölve            | Szakasz törölve | Szakasz törölve | –                                |
| 1. (február 11–12.) | 2       | Torsby 1       | 16,48 km | Sébastien Ogier Julien Ingrassia  | Volkswagen Motorsport      | 8:53,0          | 111,3 km/h      | Sébastien Ogier Julien Ingrassia |
| 1. (február 11–12.) | 3       | Röjden 1       | 18,47 km | Sébastien Ogier Julien Ingrassia  | Volkswagen Motorsport      | 9:32,2          | 116,2 km/h      | Sébastien Ogier Julien Ingrassia |
| 1. (február 11–12.) | 4       | Svullrya 1     | 24,23 km | Sébastien Ogier Julien Ingrassia  | Volkswagen Motorsport      | 12:47,9         | 113,6 km/h      | Sébastien Ogier Julien Ingrassia |
| 1. (február 11–12.) | 5       | Kirkenaer 1    | 7,07 km  | Szakasz törölve                   | Szakasz törölve            | Szakasz törölve | Szakasz törölve | Sébastien Ogier Julien Ingrassia |
| 1. (február 11–12.) | 6       | Kirkenaer 1    | 7,07 km  | Szakasz törölve                   | Szakasz törölve            | Szakasz törölve | Szakasz törölve | Sébastien Ogier Julien Ingrassia |
| 1. (február 11–12.) | 7       | Svullrya 2     | 24,23 km | Kris Meeke Paul Nagle             | Abu Dhabi World Rally Team | 12:44,2         | 114,1 km/h      | Sébastien Ogier Julien Ingrassia |
| 1. (február 11–12.) | 8       | Röjden 2       | 18,47 km | Hayden Paddon John Kennard        | Hyundai Motorsport         | 9:52,8          | 112,2 km/h      | Sébastien Ogier Julien Ingrassia |
| 1. (február 11–12.) | 9       | Torsby 2       | 16,48 km | Hayden Paddon John Kennard        | Hyundai Motorsport         | 8:56,6          | 110,6 km/h      | Sébastien Ogier Julien Ingrassia |
| 2. (február 13.)    | 10      | Fredriksberg 1 | 18,19 km | Sébastien Ogier Julien Ingrassia  | Volkswagen Motorsport      | 9:43,4          | 112,2 km/h      | Sébastien Ogier Julien Ingrassia |
| 2. (február 13.)    | 11      | Rämmen 1       | 22,76 km | Szakasz törölve                   | Szakasz törölve            | Szakasz törölve | Szakasz törölve | Sébastien Ogier Julien Ingrassia |
| 2. (február 13.)    | 12      | Vargåsen 1     | 24,79 km | Jari-Matti Latvala Miikka Anttila | Volkswagen Motorsport      | 12:56,7         | 114,5 km/h      | Sébastien Ogier Julien Ingrassia |
| 2. (február 13.)    | 13      | Fredriksberg 2 | 18,19 km | Szakasz törölve                   | Szakasz törölve            | Szakasz törölve | Szakasz törölve | Sébastien Ogier Julien Ingrassia |
| 2. (február 13.)    | 14      | Rämmen 2       | 22,76 km | Jari-Matti Latvala Miikka Anttila | Volkswagen Motorsport      | 11:03,2         | 123,5 km/h      | Sébastien Ogier Julien Ingrassia |
| 2. (február 13.)    | 15      | Hagfors Sprint | 1,87 km  | Szakasz törölve                   | Szakasz törölve            | Szakasz törölve | Szakasz törölve | Sébastien Ogier Julien Ingrassia |
| 2. (február 13.)    | 16      | Vargåsen 2     | 24,70 km | Sébastien Ogier Julien Ingrassia  | Volkswagen Motorsport      | 12:48,8         | 115,7 km/h      | Sébastien Ogier Julien Ingrassia |
| 2. (február 13.)    | 17      | Karlstad 2     | 1,90 km  | Jari-Matti Latvala Miikka Anttila | Volkswagen Motorsport      | 1:34,9          | 72,1 km/h       | Sébastien Ogier Julien Ingrassia |
| 3. (február 14.)    | 18      | Lesjöfors 1    | 15,00 km | Szakasz törölve                   | Szakasz törölve            | Szakasz törölve | Szakasz törölve | Sébastien Ogier Julien Ingrassia |
| 3. (február 14.)    | 19      | Värmullsåsen 1 | 15,87 km | Szakasz törölve                   | Szakasz törölve            | Szakasz törölve | Szakasz törölve | Sébastien Ogier Julien Ingrassia |
| 3. (február 14.)    | 20      | Lesjöfors 2    | 15,00 km | Szakasz törölve                   | Szakasz törölve            | Szakasz törölve | Szakasz törölve | Sébastien Ogier Julien Ingrassia |
| 3. (február 14.)    | 21      | Värmullsåsen 2 | 15,87 km | Sébastien Ogier Julien Ingrassia  | Volkswagen Motorsport      | 7:42,7          | 123,5 km/h      | Sébastien Ogier Julien Ingrassia |

### Szuperspeciál (Power Stage)
| Helyezés | Versenyző         | Idő    | Különbség | Átlagsebesség | Pont |
| -------- | ----------------- | ------ | --------- | ------------- | ---- |
| 1.       | Sébastien Ogier   | 7:42,7 | –         | 123,5 km/h    | 3    |
| 2.       | Andreas Mikkelsen | 7:46,1 | +3,4      | 122,6 km/h    | 2    |
| 3.       | Kris Meeke        | 7:51,7 | +9,0      | 121,1 km/h    | 1    |

## Végeredmény

### WRC
| H.  | #   | Versenyző         | Navigátor        | Csapat                     | Autó                  | Kategória | Idő       |
| --- | --- | ----------------- | ---------------- | -------------------------- | --------------------- | --------- | --------- |
| 1.  | #1  | Sébastien Ogier   | Julien Ingrassia | Volkswagen Motorsport      | Volkswagen Polo R WRC | WRC       | 1:59:47,4 |
| 2.  | #4  | Hayden Paddon     | John Kennard     | Hyundai Motorsport         | Hyundai i20 WRC       | WRC       | + 29,8    |
| 3.  | #5  | Mads Østberg      | Ola Fløene       | M-Sport World Rally Team   | Ford Fiesta RS WRC    | WRC       | + 55,6    |
| 4.  | #9  | Andreas Mikkelsen | Anders Jæger     | Volkswagen Motorsport II   | Volkswagen Polo R WRC | WRC       | + 1:10,8  |
| 5.  | #12 | Ott Tänak         | Raigo Mõlder     | DMACK World Rally Team     | Ford Fiesta RS WRC    | WRC       | + 1:50,7  |
| 6.  | #20 | Dani Sordo        | Marc Martí       | Hyundai Motorsport N       | Hyundai i20 WRC       | WRC       | + 2:24,0  |
| 7.  | #16 | Henning Solberg   | Ilka Minor       | Adapta Motorsport          | Ford Fiesta RS WRC    | WRC       | + 2:40,0  |
| 8.  | #15 | Craig Breen       | Scott Martin     | Abu Dhabi World Rally Team | Citroën DS3 WRC       | WRC       | + 2:44,6  |
| 9.  | #44 | Elfyn Evans       | Craig Parry      | M-Sport World Rally Team   | Ford Fiesta RS WRC    | WRC-2     | + 5:17,0  |
| 10. | #83 | Teemu Suninen     | Mikko Markkula   | Škoda Motorsport           | Škoda Fabia R5        | –         | + 5:31,6  |

### WRC-2
| H.  | #   | Versenyző           | Navigátor           | Csapat                   | Autó           | Kategória | Idő       |
| --- | --- | ------------------- | ------------------- | ------------------------ | -------------- | --------- | --------- |
| 1.  | #44 | Elfyn Evans         | Craig Parry         | M-Sport World Rally Team | Ford Fiesta R5 | WRC-2     | 2:05:04,4 |
| 2.  | #32 | Pontus Tidemand     | Jonas Andersson     | Škoda Motorsport         | Škoda Fabia R5 | WRC-2     | + 14,7    |
| 3.  | #31 | Espekka Lappi       | Janne Ferm          | Škoda Motorsport         | Škoda Fabia R5 | WRC-2     | + 1:50,9  |
| 4.  | #51 | Anders Grøndal      | Miriam Walfridsson  | Anders Grøndal           | Ford Fiesta R5 | WRC-2     | + 1:53,0  |
| 5.  | #34 | Eyvind Brynildsen   | Anders Fredriksson  | M-Sport World Rally Team | Ford Fiesta R5 | WRC-2     | + 2:30,5  |
| 6.  | #45 | Ole Christian Velby | Stig Rune Skjærmoen | Printsport               | Škoda Fabia R5 | WRC-2     | + 2:40,6  |
| 7.  | #47 | Emil Bergkvist      | Joakim Sjöberg      | Emil Bergkvist           | Citroën DS3 R5 | WRC-2     | + 2:41,5  |
| 8.  | #46 | Marius Aasen        | Veronica Engan      | Drive DMACK Trophy Team  | Ford Fiesta R5 | WRC-2     | + 3:03,4  |
| 9.  | #38 | Simone Tempestini   | Matteo Chiarcossi   | Napoca Rally Academy     | Ford Fiesta R5 | WRC-2     | + 4:54,5  |
| 10. | #43 | Ragyik Sajmijev     | Maxim Cetkov        | TAIF Motorsport          | Ford Fiesta R5 | WRC-2     | + 10:52,3 |

### WRC-3
| H. | #   | Versenyző    | Navigátor     | Csapat                | Autó            | Kategória | Idő       |
| -- | --- | ------------ | ------------- | --------------------- | --------------- | --------- | --------- |
| 1. | #61 | Michel Fabre | Maxime Vilmot | Sainteloc Junior Team | Citroën DS3 R3T | WRC-3     | 2:41:30,5 |